# Bicavella
Genre
Bicavella est un genre de coléoptères de la famille des Ptiliidae.

## Liste d'espèces
Selon Catalogue of Life (27 février 2021) :
- Bicavella nossidioides Johnson, 2007
- Bicavella relicta Johnson, 2007